# メーチー

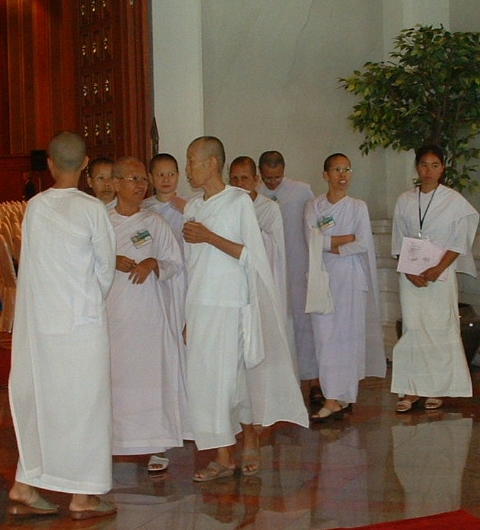
メーチー（タイ・バンコク）

メーチー（แม่ชี）は、タイを中心とした地域における女性の仏教修行者を指す。「メー」とはこの場合多の語頭に付けて女性であることを表す言葉、「チー」とは修道者という意味である。
上座部仏教においては、正式な比丘尼になるための仕組は早いうちに滅んだとされ、女性の出家者は正式な比丘尼（尼）とは認められていないために、日本でも「女性修行者」・「女性出家者」などと訳されることがある。
それでも、女性信者の中には在家のままでいることに飽き足らず、家を出て寺院の一隅を借りて自発的に仏教修行する人たちがいる。これがメーチーである。
メーチーは自発的な修行者とみなされているため、黄衣を着用したりサンガに対する布施の分配を受けることは出来ないが、白衣をまとって剃髪もしくは短髪にして、一般の在家信者の戒律よりも厳格な沙弥の十戒を守って生活している人々が多いため、サーマネーン（少年修道者）の女性形であるサーマネーリーと見なす向きもあるが、法的には根拠がない。
タイにおける男性のブワット（出家）が時代とともに半ば義務的なものとなり、一種の通過儀礼化している側面も存在しているのに対して、正式な出家者にはなれず特殊な功徳も存在しないメーチーとしての生活を行うことは女性個人の宗教的な情熱と強い信念に由来する部分が多いと言える（勿論、男性僧侶・修行者の中にも宗教的な情熱と強い信念をもって修行に勤めている人々が大勢いることは言うまでもない）。
一方、タイには2009年4月の時点で、スリランカの比丘尼復活運動のもとで受戒した比丘尼が一名いる（タンマナンター比丘尼）。